# Zoran Pavlovič
Zoran Pavlovič est un footballeur international slovène né le 27 juin 1976 à Tuzla en Yougoslavie (auj. en Bosnie-Herzégovine). Il évoluait au poste de Milieu de terrain.

## Biographie
International, il reçoit 21 capes en équipe de Slovénie de 1998 à 2002. Il fait partie de l'équipe slovène lors de l'Euro 2000 puis lors de la Coupe du monde 2002.

## Palmarès
Rudar Velenje
- Vainqueur de la Coupe de Slovénie en 1998

 Dinamo Zagreb
- Champion de Croatie en 2000 et 2001
- Vainqueur de la Coupe de Croatie en 2001

 NK Maribor
- Champion de Slovénie en 2009
- Vainqueur de la Supercoupe de Slovénie en 2009